# Kvinna vid fönster
Kvinna vid fönster (tyska: Frau am Fenster) är en oljemålning av Caspar David Friedrich från 1822. Den avbildar en ung kvinna bakifrån, som tittar ut genom ett fönster på två segelbåtar som passerar förbi på floden Elbe. Målningen finns sedan 1906 på Alte Nationalgalerie i Berlin i Tyskland. 
Målningen avbildar Caspar David Friedrichs fru Caroline Bommer (1793–1847) i Friedrichs ateljé i Dresden. Den ställdes ut första gången 1822 på Dresdner Kunstausstellung.
Målningen ingick i Johanna Friedrichs samling. Hon var svärdotter till Caspar David Friedrichs bror Johann Heinrich Friedrich. Tyska staten köpte målningen 1906.

## Återanvändning av motivet
Motivet har återanvänts av ett flertal konstnärer, till exempel Fritz von Uhde (1848–1911), Thomas Pollock Anshutz (1851–1912), Otto Laible (1898–1962), Gustave Caillebotte, Salvador Dali och Cecilia Edefalk (CU, 1988).

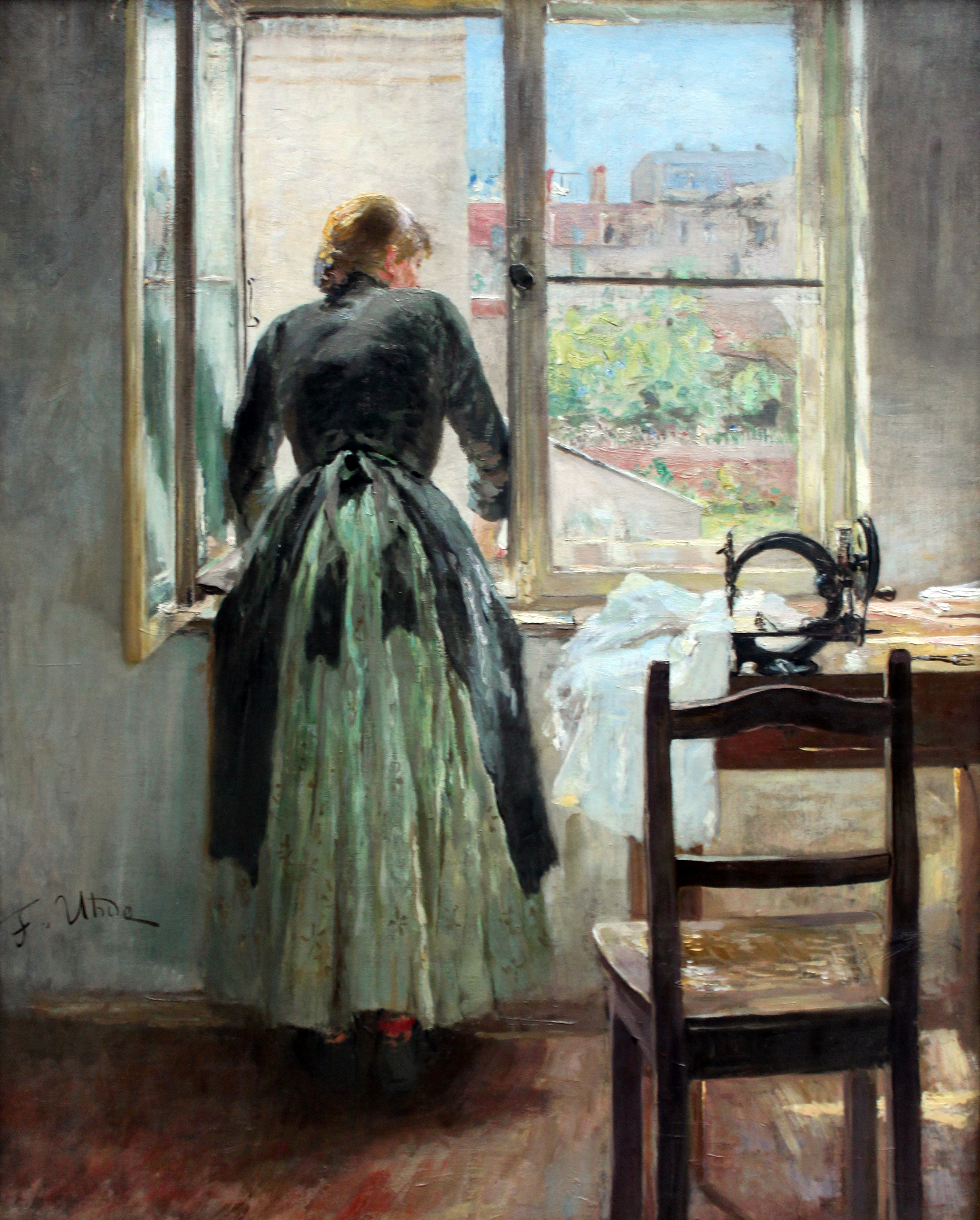
Am Fenster av Fritz von Uhde från 1890
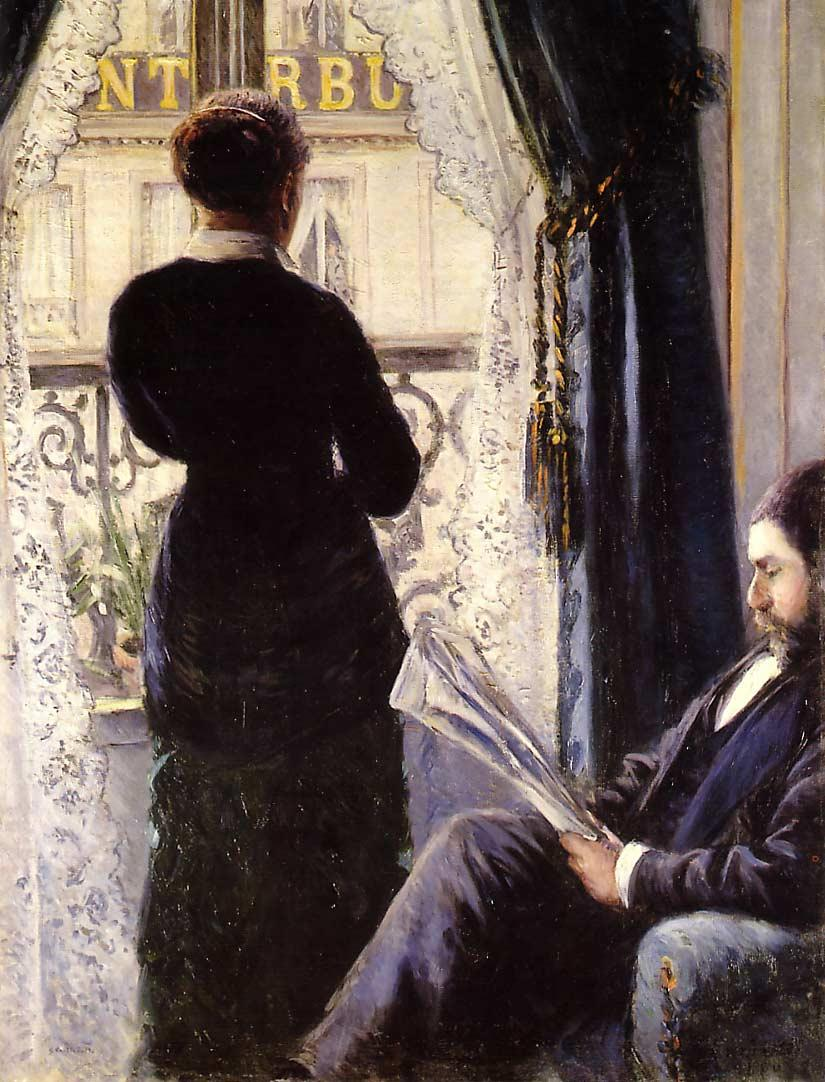
Intérieur av Gustave Caillebotte